# Bourg d'Ararat
Le bourg d'Ararat (Rural City of Ararat) est une zone d'administration locale dans l'ouest du Victoria en Australie. Il résulte de la fusion en 1994 de la ville d'Ararat avec le comté d'Ararat et d'une partie des comtés de Moyne, des Grampians Nord et Grampians Sud. Il est traversé par la Glenelg Highway.
Le comté comprend les villes de :
- Ararat,
- Pomonal
- Moyston
- Elmhurst
- Warrak
- Buangor
- Tatyoon
- Willaura
- Mininera
- Lake Bolac
- Streatham
- Wickliffe
- Westmere.